# Kristy Swanson

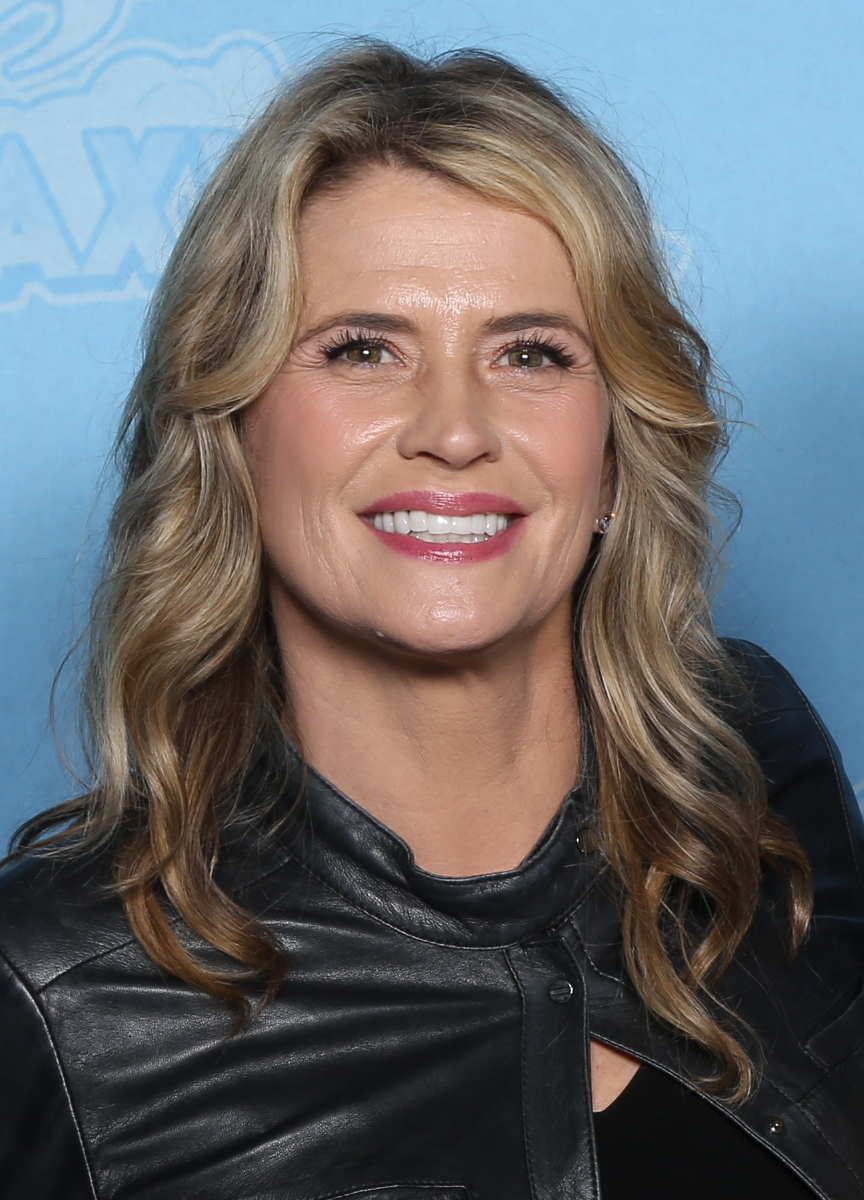
Kristy Swanson (2019)

Kristen „Kristy“ Nöel Swanson (* 19. Dezember 1969 in Mission Viejo, Kalifornien) ist eine US-amerikanische Schauspielerin.

## Leben
Kristy Swanson wurde als Tochter von Rosemary und Robert Swanson geboren und hat einen Bruder, Robert Swanson junior. Sie ist schwedischer Abstammung. Im Alter von neun Jahren bekam sie ihren ersten Werbeauftrag. Mit 13 Jahren verließ sie die Schule, um eine Karriere als Schauspielerin zu beginnen. Als Teenager war sie in über 30 Werbespots zu sehen. Ihre Filmkarriere begann 1986 mit dem Kinofilm Pretty in Pink. Noch im selben Jahr hatte sie eine Nebenrolle in der erfolgreichen Highschool-Komödie Ferris macht blau.
Weil ihre Kinokarriere gegen Ende der 1980er nicht so recht in Gang kam, versuchte sie ihr Glück beim Fernsehen. Sie wirkte in diversen Produktionen mit, so spielte sie zwei Jahre lang in der Soap Unter der Sonne Kaliforniens die Rolle der Jody Campbell und insgesamt dreimal die Rolle der Kimberley in der Spielfilmreihe B. L. Stryker. Zu Beginn der 1990er drehte sie einige B-Filme, wie zum Beispiel Mannequin 2 – Der Zauber geht weiter oder Highway zur Hölle. Doch sie hatte auch Auftritte in erstklassigen Filmen wie Hot Shots. Die Hauptrolle in Buffy – Der Vampir-Killer brachte ihr später einigen Ruhm ein, vor allem wegen der Fortsetzung als Fernsehserie Buffy – Im Bann der Dämonen, obwohl dort die Rolle der Buffy Summers mit Sarah Michelle Gellar neu besetzt wurde. In dem Film Highway Heat arbeitete sie zum dritten Mal mit Charlie Sheen. Der richtige Durchbruch wollte ihr nicht gelingen, daran änderte auch ihre Rolle in The Phantom mit Billy Zane nichts.
Erst 1998 konnte sie mit der Serie Allein gegen die Zukunft wieder Lorbeeren ernten. Es war diese Rolle, der sie ihr Mitwirken in Big Daddy zu verdanken hatte. 2000 bekam sie mit Grapevine ihre eigene Fernsehserie, die jedoch wegen schwacher Quoten bereits nach fünf Folgen abgesetzt wurde. Noch im selben Jahr war sie in der Komödie Ey Mann, wo is’ mein Auto? zu sehen.
2002 zierte sie das Titelbild der Novemberausgabe des Playboy. In diesem Heft gab es auch eine Fotoserie mit ihr.
Swanson galt als Anhängerin von Donald Trump. Sie unterstützte die These, dass dessen Wahlniederlage im Jahr 2021 auf Wahlbetrug zurückzuführen sei. Darüber hinaus trug sie über soziale Medien zur Verbreiterung der Verschwörungstheorie bei, die den Sturm auf das Kapitol am 6. Januar 2021 als Inszenierung durch Schauspieler betrachtet.

## Privates Leben
Am 15. Februar 2007 brachte Swanson einen Sohn zur Welt. Vater ist der ehemalige Eiskunstläufer Lloyd Eisler. Das Paar heiratete am 7. Februar 2009 in San Luis Obispo.

## Filmografie (Auswahl)
- 1984: It’s Your Move (Fernsehserie, Folge 1x06)
- 1985: Cagney & Lacey (Fernsehserie, Folge 5x01)
- 1986: Mr. Boogedy (Fernsehfilm)
- 1986: Miracle of the Heart: A Boys Town Story (Fernsehfilm)
- 1986: Pretty in Pink
- 1986: Der Tödliche Freund (Deadly Friend)
- 1986: Ferris macht blau (Ferris Bueller’s Day Off)
- 1987: Blumen der Nacht (Flowers in the Attic)
- 1987: Roboto, die Menschmaschine (Not Quite Human, Fernsehfilm)
- 1987–1988: Unter der Sonne Kaliforniens (Knots Landing, Fernsehserie, 8 Folgen)
- 1988: Schwestern – Ein neuer Anfang (Nightingales, Fernsehfilm)
- 1989: B.L. Stryker (Fernsehserie, 2 Folgen)
- 1989: Schwestern (Nightingales, Fernsehserie, 13 Folgen)
- 1990: Dream Trap
- 1990: Höhenangst (Diving In)
- 1991: Highway zur Hölle (Highway to Hell)
- 1991: Mannequin 2 – Der Zauber geht weiter (Mannequin: On the Move)
- 1991: Hot Shots! – Die Mutter aller Filme (Hot Shots!)
- 1992: Buffy – Der Vampir-Killer (Buffy the Vampire Slayer)
- 1993: The Challenge – Die Herausforderung (The Program)
- 1994: Highway Heat (The Chase)
- 1994: Kamikaze College (Getting In)
- 1995: Higher Learning – Die Rebellen (Higher Learning)
- 1996: Das Phantom (The Phantom)
- 1996: Kalifornia Nightmare (Marshal Law)
- 1997: Lover Girl
- 1997: Mit dem Lächeln des Todes (Bad to the Bone, Fernsehfilm)
- 1997: Kopflos – 8 Köpfe im Koffer (Heads in a Duffel Bag)
- 1997: Der Hollywood Killer (Tinseltown)
- 1998: Ground Control
- 1998–1999: Allein gegen die Zukunft (Early Edition, Fernsehserie, 20 Folgen)
- 1999: Im Fadenkreuz des Todes (Supreme Sanction, Fernsehfilm)
- 1999: Big Daddy
- 2000: Grapevine (Fernsehserie, 5 Folgen)
- 2000: Meeting Daddy
- 2000: Ey Mann, wo is’ mein Auto? (Dude, Where’s My Car?)
- 2001: Zebra Lounge
- 2001: Soul Assassin – Spur in den Tod (Soul Asassin)
- 2003: Eiskalte Stille (Silence)
- 2003: Red Water
- 2004: CSI: Miami (Fernsehserie, Folge 2x11)
- 2005: Das verbotene Zimmer (Forbidden Secrets)
- 2005: Long Dark Kiss (Bound by Lies)
- 2006: Black Hole – Das Monster aus dem schwarzen Loch (The Black Hole, Fernsehfilm)
- 2006: Six Months Later
- 2006: Living Death
- 2007: Criminal Intent – Verbrechen im Visier (Law & Order: Criminal Intent, Fernsehserie, Folge 6x20)
- 2008: 3Way (Fernsehserie, 2 Folgen)
- 2009: The Closer (Kurzfilm)
- 2010: What If … Ein himmlischer Plan (What If …)
- 2011: Hai Attack (Swamp Shark, Fernsehfilm)
- 2011: Frohe Weihnachten – Jetzt erst recht (A Christmas Wish, Fernsehfilm)
- 2011: Der Frauenmagnet (Chick Magnet)
- 2011–2014: Psych (Fernsehserie, 6 Folgen)
- 2012: Little Women, Big Cars
- 2012: Operation Cupcake (Fernsehfilm)
- 2013: The Bouquet
- 2013: Storm Rider – Schnell wie der Wind (Storm Rider)
- 2014: Beethoven und der Piratenschatz (Beethoven’s Treasure Tail)
- 2014: A Belle for Christmas
- 2014: Merry Ex-Mas (Fernsehfilm)
- 2015: Driven Underground (Fernsehfilm)
- 2015: Angels in the Snow (Fernsehfilm)
- 2017: A Mother’s Sacrifice (Fernsehfilm)
- 2017: Crowning Jules
- 2018: Bad Stepmother (Fernsehfilm)
- 2018: Winter’s Dream (Fernsehfilm)
- 2018: Mimesis Nosferatu
- 2018: Killer Under the Bed
- 2019: SEAL Team (Fernsehserie, 4 Folgen)
- 2020: Psych 2: Lassie Come Home (Fernsehfilm)
- 2021: A Parent’s Worst Nightmare
- 2021: Courting Mom and Dad
- 2021: Just Another Dream
- 2022: Sons of Thunder (Fernsehserie, 6 Folgen)